# Copa da Polônia de Voleibol Masculino de 2021–22
A Copa da Polônia de Voleibol Masculino de 2021–22 foi 65.ª edição desta competição organizada pela Federação Polonesa de Voleibol (PZPS) e pela Liga Polonesa de Voleibol (PLS). Ao total, 32 equipes participaram desta edição. Esta foi a primeira edição da Copa da Polônia depois da reforma que permitiu a competição de todos os clubes da Plusliga, e não apenas de 6 como nas edições anteriores. As semifinais e a final foram disputadas nos dias 26 e 27 de fevereiro.
O ZAKSA Kędzierzyn-Koźle conquistou seu nono título da competição ao derrotar o Jastrzębski Węgiel na final única. O levantador polonês Marcin Janusz foi eleito o melhor jogador do torneio.

## Regulamento
Apenas uma partida foi disputada por rodada.
Fase inicial
A fase introdutória consistiu em quatro rodadas. Apenas as equipes da II liga jogaram na fase de Play-In e de ligas provinciais. Para reduzir os custos ao máximo possível, os rivais foram selecionados com base na localização geográfica. O anfitrião do jogo foi o time que jogava na liga inferior ou se classifica na II Liga na temporada 2021/2022. 17 equipes participaram da fase preliminar.
Fase final
A fase final foi constituída em: décimas sextas de finais, oitavas de final, quartas de final, semifinais e final.

## Fase inicial

### Primeira rodada
| Data   | Hora |               | Placar |                         | Set 1 | Set 2 | Set 3 | Set 4 | Set 5 | Total | Relatório |
| ------ | ---- | ------------- | ------ | ----------------------- | ----- | ----- | ----- | ----- | ----- | ----- | --------- |
| 29 set | -    | ŻAK Krzeszyce | 1–3    | SKS Gorzów Wielkopolski | 20–25 | 9–25  | 25–21 | 17–25 |       | 71–96 | Resultado |

### Segunda rodada
| Data   | Hora |                         | Placar |                            | Set 1 | Set 2 | Set 3 | Set 4 | Set 5 | Total   | Relatório |
| ------ | ---- | ----------------------- | ------ | -------------------------- | ----- | ----- | ----- | ----- | ----- | ------- | --------- |
| 13 out | -    | AS Niepołomice          | 0–3    | UMKS Kęczanin Kęty         | 19–25 | 17–25 | 14–25 |       |       | 50–75   | Resultado |
| 13 out | -    | WKS Wieluń              | 3–2    | MCKiS Jaworzno             | 25–23 | 16–25 | 25–20 | 20–25 | 15–13 | 101–106 | Resultado |
| 13 out | -    | Huragan Wołomin         | 3–1    | Sparta Grodzisk Mazowiecki | 18–25 | 25–19 | 25–16 | 25–21 |       | 93–81   | Resultado |
| 13 out | -    | KKS Kozienice           | 3–1    | Arka Tempo Chełm           | 22–25 | 25–20 | 25–18 | 25–18 |       | 97–81   | Resultado |
| 13 out | -    | Hetman Włoszczowa       | 0–3    | SMS PZPS II Spała          | 23–25 | 18–25 | 19–25 |       |       | 60–75   | Resultado |
| 13 out | -    | Legion Skalmierzyce     | 0–3    | Konspol Słupca             | 19–25 | 15–25 | 19–25 |       |       | 53–75   | Resultado |
| 13 out | -    | Anioły Toruń            | 3–1    | Trefl Lębork               | 19–25 | 25–19 | 25–18 | 25–13 |       | 94–75   | Resultado |
| 13 out | -    | SKS Gorzów Wielkopolski | 0–3    | Joker Powiat Pilski        | 18–25 | 20–25 | 18–25 |       |       | 56–75   | Resultado |

### Terceira rodada
| Data   | Hora |                    | Placar |                     | Set 1 | Set 2 | Set 3 | Set 4 | Set 5 | Total | Relatório |
| ------ | ---- | ------------------ | ------ | ------------------- | ----- | ----- | ----- | ----- | ----- | ----- | --------- |
| 27 out | -    | UMKS Kęczanin Kęty | 0–3    | WKS Wieluń          | 21–25 | 16–25 | 21–25 |       |       | 58–75 | Resultado |
| 27 out | -    | Huragan Wołomin    | 3–0    | KKS Kozienice       | 25–21 | 25–20 | 25–20 |       |       | 75–61 | Resultado |
| 27 out | -    | Konspol Słupca     | 3–0    | SMS PZPS II Spała   | 25–16 | 25–17 | 25–18 |       |       | 75–51 | Resultado |
| 27 out | -    | Anioły Toruń       | 1–3    | Joker Powiat Pilski | 25–21 | 23–25 | 18–25 | 20–25 |       | 86–96 | Resultado |

### Quarta rodada
| Data   | Hora |                     | Placar |                | Set 1 | Set 2 | Set 3 | Set 4 | Set 5 | Total | Relatório |
| ------ | ---- | ------------------- | ------ | -------------- | ----- | ----- | ----- | ----- | ----- | ----- | --------- |
| 17 nov | -    | Huragan Wołomin     | 1–3    | WKS Wieluń     | 23–25 | 25–23 | 23–25 | 20–25 |       | 91–98 | Resultado |
| 17 nov | -    | Joker Powiat Pilski | 3–0    | Konspol Słupca | 25–23 | 25–12 | 25–20 |       |       | 75–55 | Resultado |

## Fase final

### Décimas sextas de final
| Data   | Hora  |                                  | Placar |                            | Set 1 | Set 2 | Set 3 | Set 4 | Set 5 | Total  | Relatório |
| ------ | ----- | -------------------------------- | ------ | -------------------------- | ----- | ----- | ----- | ----- | ----- | ------ | --------- |
| 20 dez | 17:00 | SMS PZPS Spała                   | 0–3    | Indykpol AZS Olsztyn       | 20–25 | 25–27 | 11–25 |       |       | 56–77  | Relatório |
| 21 dez | 18:00 | KPS Siedlce                      | 0–3    | Asseco Resovia Rzeszów     | 19–25 | 16–27 | 23–25 |       |       | 58–77  | Relatório |
| 21 dez | 18:00 | Polski Cukier Avia Świdnik       | 3–1    | Ślepsk Malow Suwałki       | 25–21 | 25–23 | 21–25 | 25–22 |       | 96–91  | Relatório |
| 22 dez | 18:00 | BKS Visła Proline Bydgoszcz      | 1–3    | Cuprum Lubin               | 21–25 | 28–26 | 18–25 | 16–25 |       | 83–101 | Relatório |
| 22 dez | 18:00 | BBTS Bielsko-Biała               | 0–3    | Trefl Gdańsk               | 25–27 | 22–25 | 12–25 |       |       | 59–77  | Relatório |
| 22 dez | 18:00 | Mickiewicz Kluczbork             | 3–0    | Olimpia Sulęcin            | 25–19 | 25–21 | 25–20 |       |       | 75–60  | Relatório |
| 22 dez | 18:00 | ZAKSA Strzelce Opolskie          | 0–3    | GKS Katowice               | 21–25 | 17–25 | 16–25 |       |       | 54–75  | Relatório |
| 22 dez | 18:00 | SPS Chrobry Głogów               | 0–3    | Stal Nysa                  | 22–25 | 17–25 | 21–25 |       |       | 60–75  | Relatório |
| 22 dez | 18:00 | KRISPOL Września                 | 2–3    | Cerrad Enea Czarni Radom   | 25–16 | 13–25 | 21–25 | 25–15 | 10–15 | 94–96  | Relatório |
| 22 dez | 18:00 | AZS AGH Kraków                   | 1–3    | ZAKSA Kędzierzyn-Koźle     | 13–25 | 14–25 | 25–22 | 23–25 |       | 75–97  | Relatório |
| 22 dez | 18:00 | Exact Systems Norwid Częstochowa | 1–3    | PGE Skra Bełchatów         | 25–18 | 21–25 | 11–25 | 20–25 |       | 77–93  | Relatório |
| 22 dez | 18:00 | MKS Będzin                       | 0–3    | Aluron CMC Warta Zawiercie | 17–25 | 26–28 | 29–31 |       |       | 72–84  | Relatório |
| 22 dez | 18:00 | Chemeko-System Gwardia Wrocław   | 1–3    | LUK Lublin                 | 25–17 | 20–25 | 23–25 | 23–25 |       | 91–92  | Relatório |
| 22 dez | 18:00 | Lechia Tomaszów Mazowiecki       | 0–3    | Projekt Warszawa           | 21–25 | 17–25 | 22–25 |       |       | 60–75  | Relatório |
| 22 dez | 18:00 | WKS Wieluń                       | 0–3    | Legia Warszawa             | 15–25 | 23–25 | 13–25 |       |       | 51–75  | Relatório |
| 22 dez | 18:00 | KPS STALPRO Joker Piła           | 0–3    | Jastrzębski Węgiel         | 18–25 | 15–25 | 11–25 |       |       | 44–75  | Relatório |

### Oitavas de final
| Data   | Hora  |                            | Placar |                            | Set 1 | Set 2 | Set 3 | Set 4 | Set 5 | Total  | Relatório |
| ------ | ----- | -------------------------- | ------ | -------------------------- | ----- | ----- | ----- | ----- | ----- | ------ | --------- |
| 19 jan | 18:30 | Trefl Gdańsk               | 3–1    | Cuprum Lubin               | 25–21 | 22–25 | 25–22 | 25–22 |       | 97–90  | Relatório |
| 19 jan | 18:00 | Mickiewicz Kluczbork       | 0–3    | GKS Katowice               | 18–25 | 19–25 | 21–25 |       |       | 58–75  | Relatório |
| 19 jan | 18:00 | Cerrad Enea Czarni Radom   | 2–3    | Stal Nysa                  | 25–23 | 14–25 | 23–25 | 25–23 | 11–15 | 98–111 | Relatório |
| 19 jan | 20:30 | ZAKSA Kędzierzyn-Koźle     | 3–1    | Indykpol AZS Olsztyn       | 25–20 | 25–15 | 23–25 | 25–18 |       | 98–78  | Relatório |
| 19 jan | 20:30 | PGE Skra Bełchatów         | 1–3    | Asseco Resovia Rzeszów     | 25–23 | 19–25 | 25–27 | 16–25 |       | 85–100 | Relatório |
| 19 jan | 18:00 | Polski Cukier Avia Świdnik | 0–3    | Aluron CMC Warta Zawiercie | 13–25 | 22–25 | 18–25 |       |       | 53–75  | Relatório |
| 19 jan | 19:00 | Projekt Warszawa           | 3–1    | LUK Lublin                 | 25–18 | 25–13 | 25–27 | 25–21 |       | 100–79 | Relatório |
| 19 jan | 18:00 | Legia Warszawa             | 0–3    | Jastrzębski Węgiel         | 18–25 | 18–25 | 26–28 |       |       | 62–78  | Relatório |

### Quartas de final
| Data   | Hora  |                        | Placar |                            | Set 1 | Set 2 | Set 3 | Set 4 | Set 5 | Total | Relatório |
| ------ | ----- | ---------------------- | ------ | -------------------------- | ----- | ----- | ----- | ----- | ----- | ----- | --------- |
| 1 fev  | 20:30 | Trefl Gdańsk           | 3–1    | GKS Katowice               | 25–21 | 25–20 | 20–25 | 25–17 |       | 95–83 | Relatório |
| 2 fev  | 20:30 | Asseco Resovia Rzeszów | 3–1    | Aluron CMC Warta Zawiercie | 23–25 | 25–9  | 25–23 | 23–18 |       | 96–75 | Relatório |
| 23 fev | 20:30 | ZAKSA Kędzierzyn-Koźle | 3–1    | Stal Nysa                  | 18–25 | 25–22 | 25–22 | 25–21 |       | 93–90 | Relatório |
| 23 fev | 17:30 | Jastrzębski Węgiel     | 3–0    | Projekt Warszawa           | 25–22 | 25–20 | 25–18 |       |       | 75–60 | Relatório |

### Semifinais
| Data   | Hora  |                        | Placar |                        | Set 1 | Set 2 | Set 3 | Set 4 | Set 5 | Total  | Relatório |
| ------ | ----- | ---------------------- | ------ | ---------------------- | ----- | ----- | ----- | ----- | ----- | ------ | --------- |
| 26 fev | 14:45 | ZAKSA Kędzierzyn-Koźle | 3–1    | Trefl Gdańsk           | 25–17 | 25–21 | 23–25 | 25–14 |       | 98–77  | Relatório |
| 26 fev | 18:00 | Jastrzębski Węgiel     | 3–2    | Asseco Resovia Rzeszów | 25–14 | 25–19 | 23–25 | 25–27 | 15–12 | 113–97 | Relatório |

### Final
| Data   | Hora  |                    | Placar |                        | Set 1 | Set 2 | Set 3 | Set 4 | Set 5 | Total | Relatório |
| ------ | ----- | ------------------ | ------ | ---------------------- | ----- | ----- | ----- | ----- | ----- | ----- | --------- |
| 27 fev | 14:45 | Jastrzębski Węgiel | 0–3    | ZAKSA Kędzierzyn-Koźle | 20–25 | 15–25 | 19–25 |       |       | 54–75 | Relatório |

## Premiação
| Copa da Polônia de 2021–22                  |
| ------------------------------------------- |
| ZAKSA Kędzierzyn-Koźle Campeão (9.º título) |